# Christentum in den Vereinigten Arabischen Emiraten
Das Christentum ist in den Vereinigten Arabischen Emiraten, einem muslimischen Land, in der Minderheit. Es gibt dort keine offizielle Anerkennung christlicher Konfessionen. Der Islam ist in den Vereinigten Arabischen Emiraten Staatsreligion.
Das Land hat evangelische, Indisch-Orthodoxe, Koptisch-Orthodoxe und Römisch-katholische Kirchen. Die Schulen in öffentlicher Trägerschaft haben keinen christlichen Religionsunterricht. Es wird keine Konversion vom Islam gestattet.
Ein großer Teil der Christen des Landes besteht aus Katholiken. Die meisten Christen des Landes sind Ausländer. Viele von ihnen sind asiatischer Herkunft, während Arabische Christen in den Vereinigten Arabischen Emiraten in weitaus geringerer Zahl leben.